# Isola di Antipenko
L'isola di Antipenko (in russo Остров Антипенко?) è un'isola russa che si trova nel golfo di Pietro il Grande, nel mare del Giappone, nell'Estremo Oriente russo.  È situata a sud della penisola di Bruce, all'ingresso del golfo Baklan (бухта Баклан), 47 km a sud-ovest di Vladivostok e a nord dell'isola di Sibirjakov. Appartiene amministrativamente al Chasanskij rajon, del Territorio del Litorale. L'isola non ha popolazione residente, tuttavia, nel periodo estivo-autunnale, è visitata da turisti e villeggianti.

## Geografia
L'isola ha una lunghezza di 1,8 km, per una larghezza massima di 1,2 m. Raggiunge l'altezza di 107 m s.l.m. È in gran parte ricoperta da boschi di latifoglie. Nella parte sud-orientale dell'isola vi è una piccola insenatura delimitata da promontori rocciosi e una spiaggia costituita da massi e ciottoli (vedi foto). La profondità nella baia è di 5–10 m. Ci sono sull'isola due piccole fonti d'acqua dolce. Tra le isole di Antipenko e di Sibirjakov si trova il faraglione Kolonna (кекур Колонна; 42°49′09.13″N 131°25′54.34″E) e un banco di sabbia. Vicino alla punta nord-orientale dell'isola c'è una piccola isola rocciosa.

## Storia
L'isola è stata esaminata e mappata, negli anni 1862-63, dalla spedizione di Vasilij Matveevič Babkin, a bordo della corvetta Kalevala, e ha preso il nome dell'ufficiale meccanico Ivan Ignat'evič Antipenko.